# 狼男

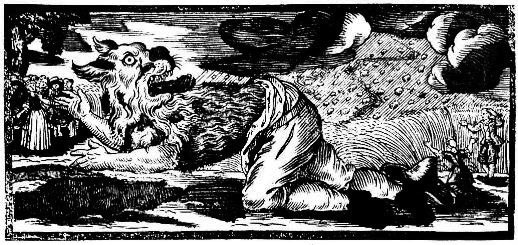
狼男 1722年のドイツの木版画より

狼男（おおかみおとこ）は、獣人（伝説の生物）の一種で、または半狼半人の姿に変身したり、狼に憑依されるなどした人間の男性である。同様の女性は狼女（おおかみおんな）で、男女を特定せず狼人間（おおかみにんげん）・人狼（じんろう）ともいう。

## 呼称

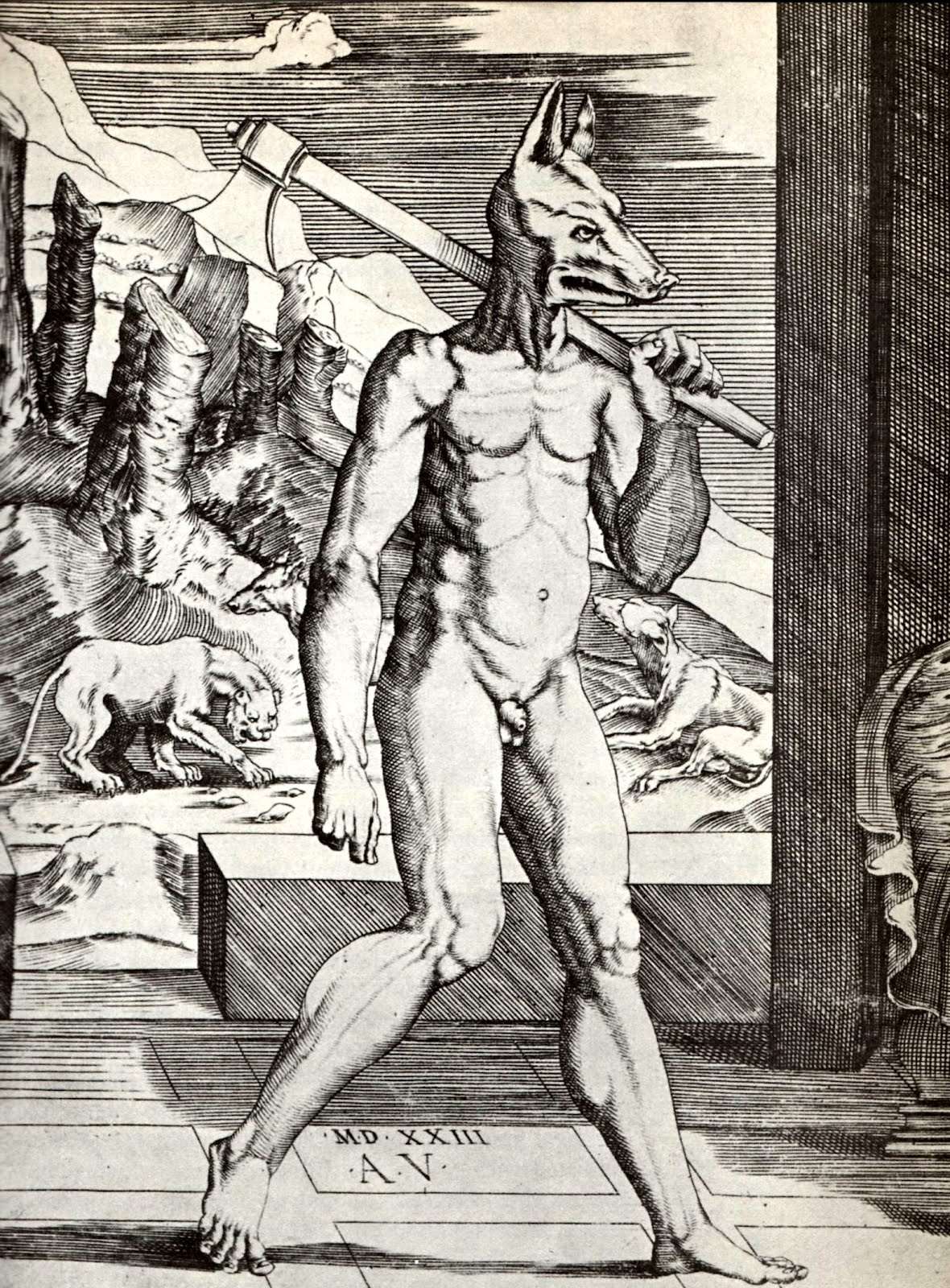
「狼人間」となったリュカオーン（16世紀の画）

ウェアウルフ／ワーウルフ（英語: werewolf）、ライカンスロープ／リカントロープ（同: lycanthrope）、ヴェアヴォルフ（ドイツ語: Werwolf）、ルー・ガルー（フランス語: loup-garou）、ヴィルカシス（ラトビア語: Vilkacis）、ウルフマン（wolfman、現代の創作作品に限定されて用いられる）などとも呼ばれる。これらは語源的には男性を意味する語だが、男女を問わず使うことが多い。その起源は東ヨーロッパとされる。北欧神話にもウールヴヘジンと呼ばれる狼に由来した戦士がおり、ベルセルク（バーサーカー）と同種と言われ、狼男の伝説にも影響を与えている。

## 語源
ウェアウルフ（werewolf）のウェア（were-）は人間の男性を意味する古英語 wer に由来し、ラテン語: vir（ウィル、男）と同源の語である。ちなみに人間の女性を意味する古英語のwifeは後に妻を意味するようになった。ドイツ語Werwolfも同様（ただし、このwerの語源をヴァルク（古ノルド語のvargr、犯罪者、追放者）とする説もある）。現代では were が獣人の意味で使われることがあるが、それはwerewolfからwereを取り出した逆成にもとづく。ウルフ（wolf）は狼なので、ウェアウルフは直訳すれば「男狼」である。なお、wereに対応する女性を意味する語はワイフ（wife）だが、ワイフウルフ（wifewolf）という語はなく、ウェアウルフが男女の区別なく用いられる。
ライカンスロープ（lycanthrope）はギリシア語のリュカントロポス（λυκάνθρωπος, lykánthropos）で、これは、狼を意味するリュコス（λύκος, lýcos）と、人間を意味するアントローポス（άνθρωπος, ánthropos）から来ている。つまり、直訳すれば「狼人」である。
ルー・ガルーにはloup-garou、loogaroo、rugaru、rougarou など多くの綴りがあるが、フランス語: loup-garou が本来の綴りである。ルー（loup）は狼、ガルー（garou）は古くは garulf で、これは古フランク語の warwolf に由来し（古フランク語のwはフランス語に借用されるとgに変わったり消滅したりする）、これ自体が werewolf と同起源の言葉である。つまり、本来はガルーだけで狼男を意味する。
これら狼と人の結合が意味した単語は、元々は人喰いを好むオオカミを指す言葉であった。それが伝承の影響によってオオカミに変身する人間の意味に変化したと考えられている。

## 歴史

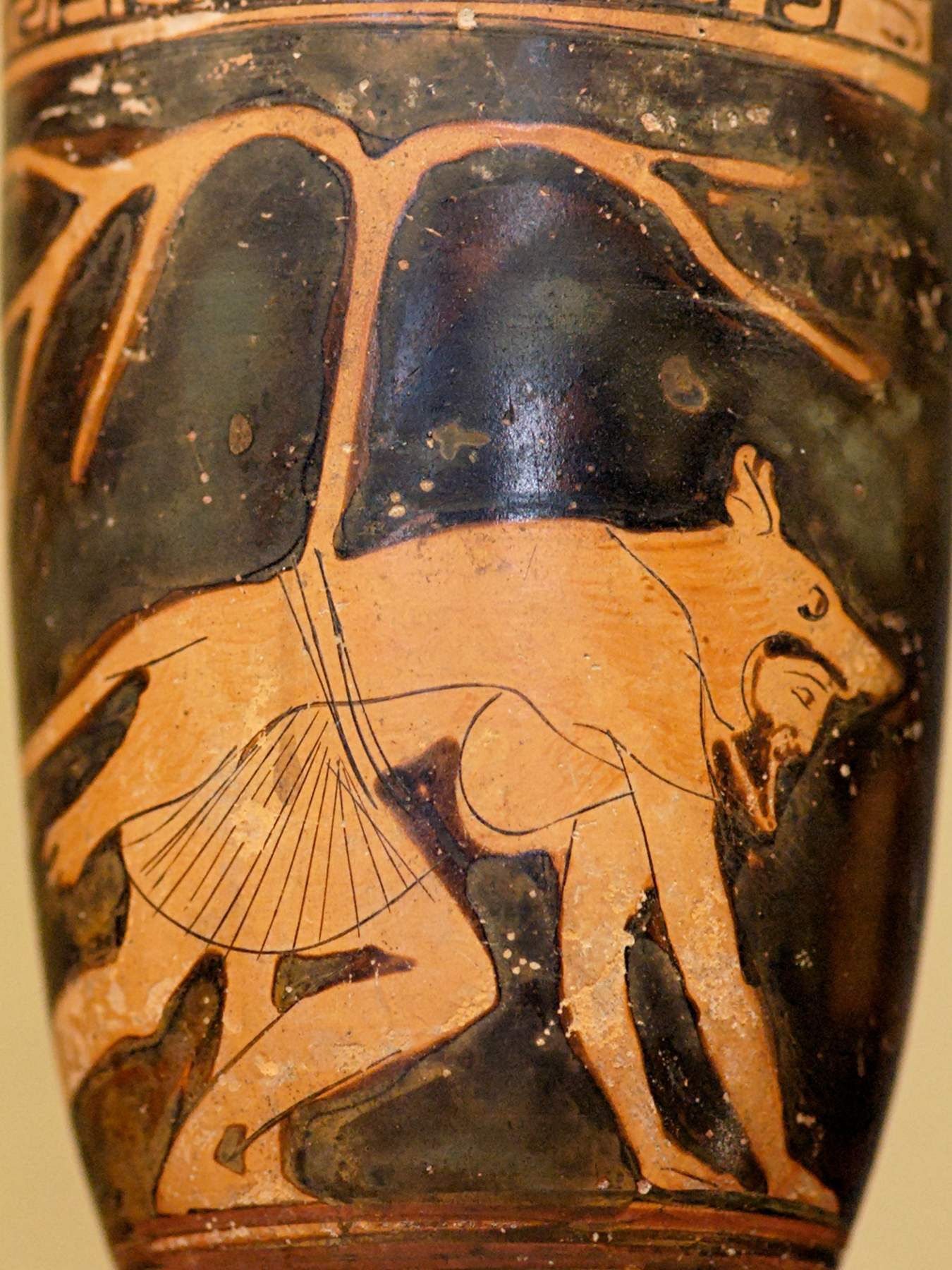
紀元前460年頃のドロンを描いたアッティカ赤像式レキュトス。ルーヴル美術館所蔵。

ヘロドトスの『歴史』（IV, 105）にあるネウロイ人（Νευροι）についての一年に一度狼になるという記述や、医学的な記述としてはローマ帝国末期に人が獣化する現象が初めて「症候群」として紹介され、ギリシア神話のゼウスがリュカーオーン王をオオカミに変身させる話についても言及された。なお、プリニウスは、『博物誌』の中で狼男の記述をしているものの、彼自身は「狼に変身し、その後元の姿に戻る人間があるということ程、出鱈目なものは無い」と断言している。
また旧約聖書『ダニエル書』には、ネブカドネザル王が自らを狼であると想像して7年間に及んで苦しむ話がある。

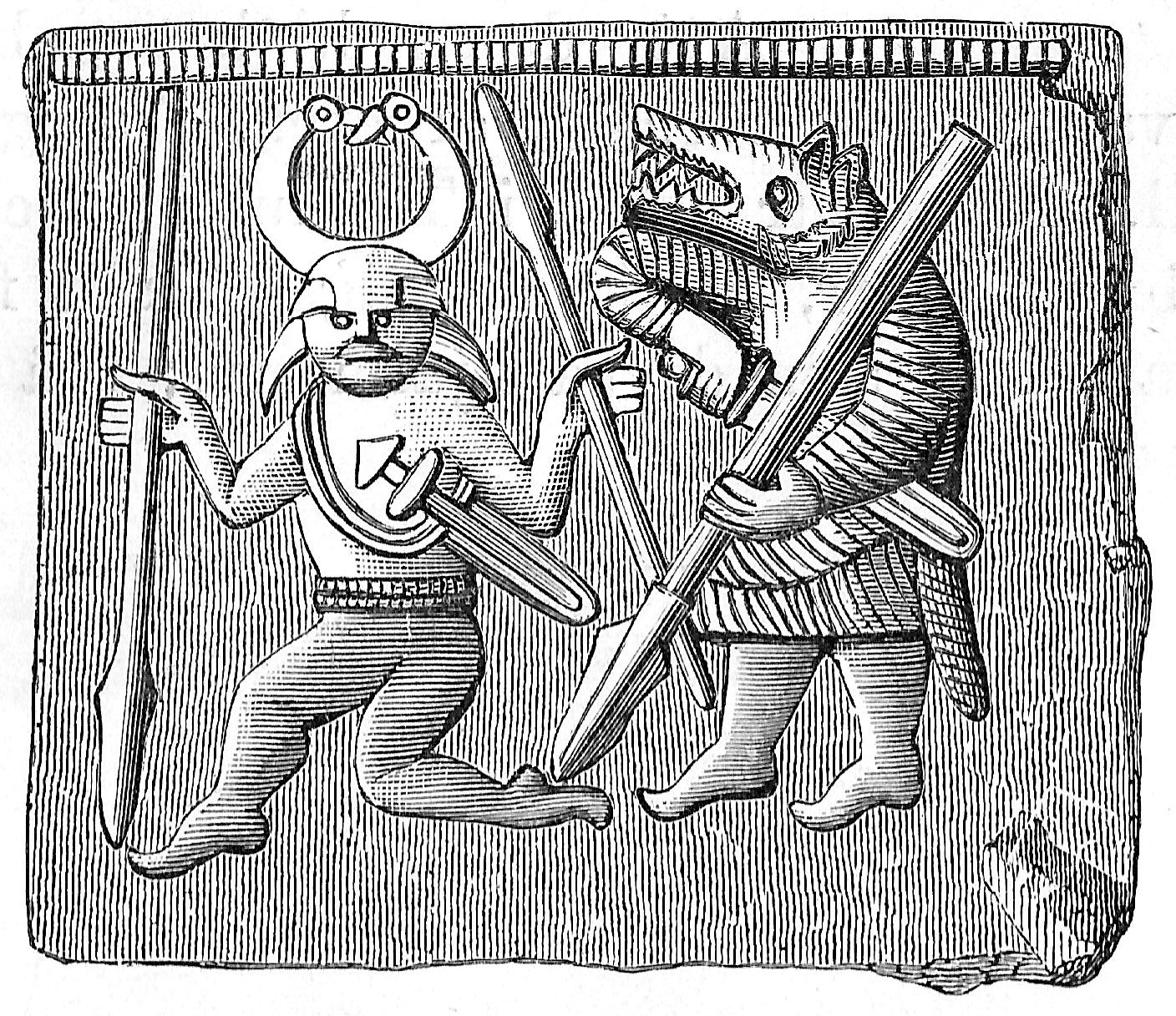
ヴェンデル時代のオオカミの毛皮を着た戦士の描写（動物の戦士）

宗教学的には、古代東ヨーロッパ地方のバルト・スラヴ系民族における「若者の戦士集団が狼に儀礼的に変身する」という風習（熊皮を着た狂戦士＝ベルセルク）が、時代が下るにつれて民間伝承化されたものであると考えられている。バルト地方における獣人化伝承に取材した初期の小説として、プロスペル・メリメによる「狼男」ならぬ「熊男」（Lokis）がある。クマもギリシア神話における女神アルテミス及びその侍女カリストーとクマへの変身が結び付けられるなど、変身譚と結びつきの強い動物である。
また、エスキモーには「クマの毛皮には魔力があり、クマは家の中で毛皮を脱ぐと人間と同じ姿となる。反対に人間が家の外でクマの毛皮を身に付けると、たちまちのうちにクマに変身してしまう」という伝承を伝える部族がある。

末期のナチスドイツで組織されたゲリラ隊「人狼団」の旗

更に民衆の間では狼男は森や畑を荒らしたりそこに立ち入る人間を襲撃する悪しき存在として捉えられる例がある一方で、フリウーリやリヴォニアでは収穫の稔りを狙う悪魔や魔術師と戦って豊穣を取り戻す狼男・狼女の伝説（前者の地域では「ベナンダンティ」（Benandanti）と呼ばれた）が伝わっている。これは古来の農耕儀礼の伝承という側面と同時に魔女狩りの担い手であるエリート層に対する民衆の文化的抵抗と見ることも可能である。
東アジアや南北アメリカにおいては獣人化現象は自身の神聖な血筋と関連付けられることが多く、ヨーロッパのような恐怖や禁忌の対象ではない。モンゴル人の狼祖伝説、トルコ人の狼祖伝説（アセナ）、苗人の犬祖伝説（槃瓠）
など、いずれも「狼の血筋」を持つことは彼らの民族的な誇りの源となっている。アラスカからカナダ、合衆国にかけ、インディアン民族には狼の氏族（クラン）を持つ部族も多く、トンカワ族を始め、部族名そのものが「狼」を意味するものもある。
日本では、狼祖伝説そのものは極めて希少であるが、オオカミの日本語による名称そのものが「大神」を意味し、モンゴルにおけるそれと同様に神性と知性の象徴として畏敬され、三峯神社など少なくない神社において祭神とされている。
ヨーロッパでは世俗のあいだで古くから変身譚が信じられていたが、中世の初期までのキリスト教では、神が関与しなくても変身が起こることを信じる者は不信心の徒である、として、公会議などで変身という概念そのものを公式に否定している。しかし、中世後期に異端が問題になるにつれ、異端者と人狼が関連付けられて考えられるようになった。
神学者たちは、獣人化現象を悪魔の仕業であるとして強く恐れた。特にオオカミは中世の神学においては、その容姿から悪魔の化身であると解釈された。13世紀のフランスにて動物誌の著作を書いたピエール・ド・ボーヴェル（Pierre de Beauvais）は、「オオカミの前半身ががっしりとしているのに後半身がひ弱そうなのは、天国で天使であった悪魔が追放されて悪しき存在となった象徴」であり、更に「オオカミは頸を曲げることが出来ないために全身を回さないと後ろを見ることが出来ないが、これは悪魔がいかなる善行に対しても振り返ることが出来ないことを意味している」と解説している。

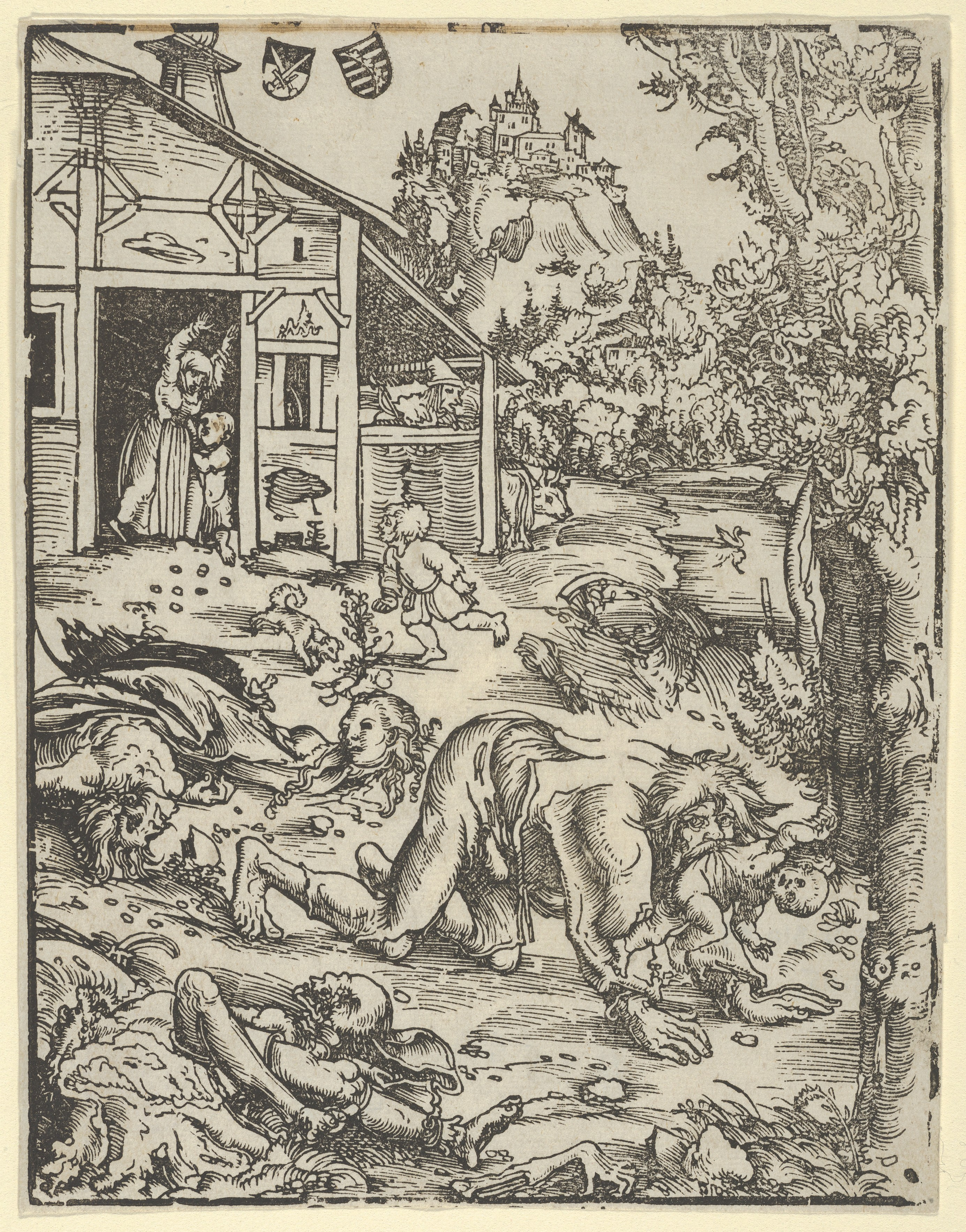
「狼人間」。ルーカス・クラナッハの木版画（1512年、ドイツ）

中世のキリスト教圏では、その権威に逆らったとして、「狼人間」の立場に追い込まれた人々がいた。その傾向は魔女審判が盛んになった14世紀から17世紀にかけて拍車がかかった。こういった者たちも、狼人間の原型と考えられる。墓荒らしや大逆罪・魔術使用は教会によって重罪とされ、その容疑などで有罪とされた者は、社会及び共同体から排除され、追放刑を受けた。この際、受刑者は「狼」と呼ばれた。
当時のカトリック教会から3回目の勧告に従わない者は「狼」と認定され、罰として7年から9年間、月明かりの夜に、狼のような耳をつけて毛皮をまとい、狼のように叫びつつ野原でさまよわなければならない掟があった（当時のフランスでは彼らを見て「狼人間が走る」と表現した）。人間社会から森の中に追いやられた彼らは、たびたび人里に現れ略奪などを働いた。時代が下るとこれが風習化して、夜になると狼の毛皮をまとい、家々を訪れては小銭（2スー）をせびって回るような輩が現れた。
1520年代から1630年代にかけてフランスだけで3万件の狼男関係とされた事件が報告され、ドイツやイギリスでも同様の事件の発生が記録されている。また、魔女にはオオカミに変身できる能力があると信じられるようになった。

## 狼男の解釈
その後より合理的な解釈を求めて、生理現象や精神的な問題と結び付けられることも行われるようになった。17世紀末のジャン・ニノは狼への変身を「狼狂（folie louvière）」として捉え、知能障害や頭脳損傷などに由来する精神的な理由で月に向かって絶叫したり、4つ足で歩くなどの精神錯乱を起こしたと考えた。

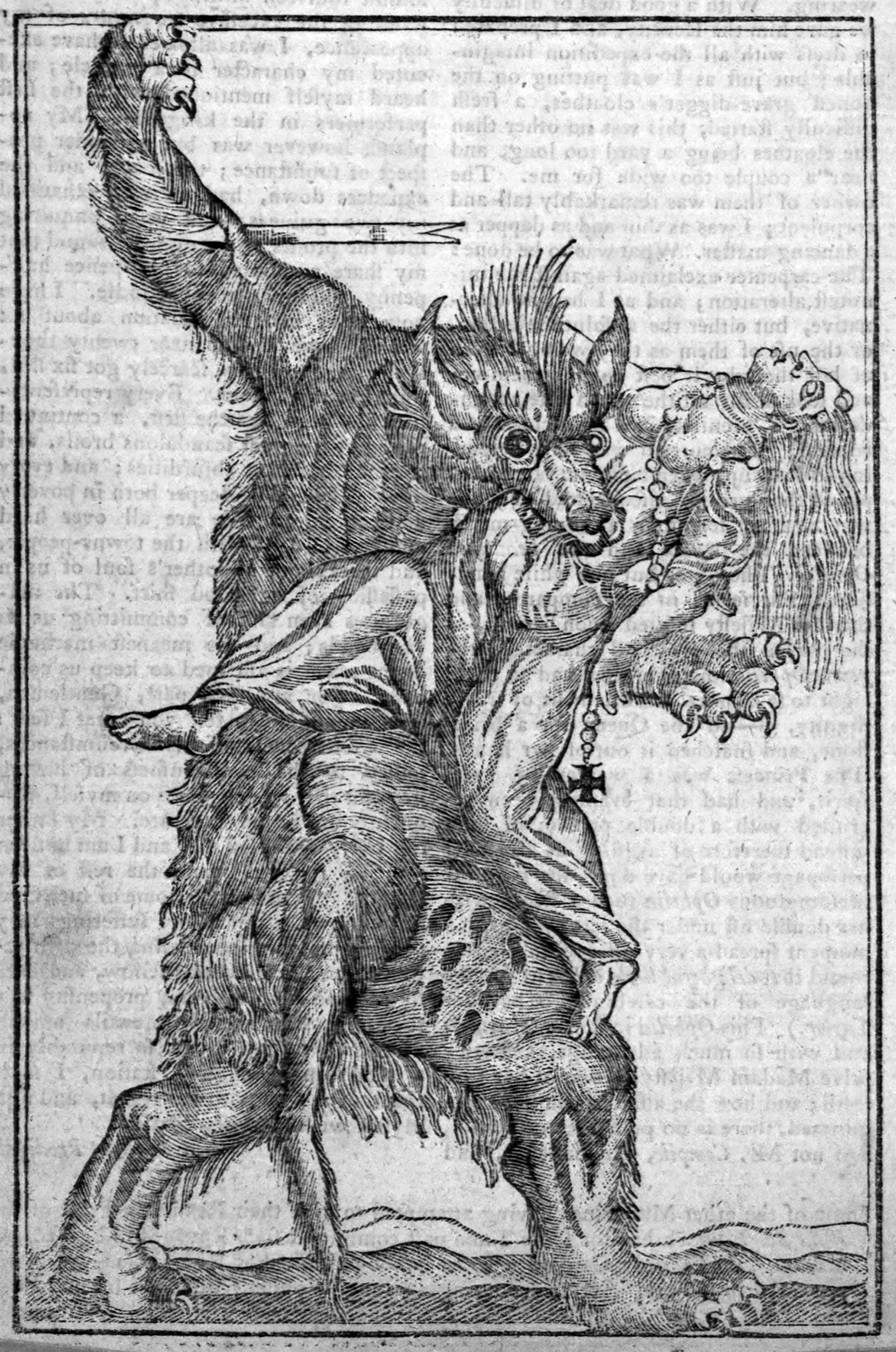
18世紀の画

実際の伝承では、映画などで知られた狼と人間の中間的な形態をもつ人型の狼男というものは少なく、人語を話すオオカミ、もしくは人間と同じ大きさの狼という形で語られているのが普通である。また、月や丸いものを見ると変身するという伝承も一般的なものではなく、その部分は映画や小説における創作に属する。
しかし、グアラニー族に伝わる神話に登場するルイソンに同様の伝承があるため、言い切れるものではない。
また、民間伝承では満月とは限らず、新月とかクリスマスから蝋燭の祝日にかけての期間とか満月以外の日に変身するとされるものもある。13世紀のイングランドの神学者ティルベリのゲルウァシウス（en）の著書『皇帝の閑暇』第120章には月の満ち欠けに応じて狼に変身する人間の存在を記し、代表例として南フランスのリュック城近くに新月のたびごとに狼に変身する男性の話を述べている。

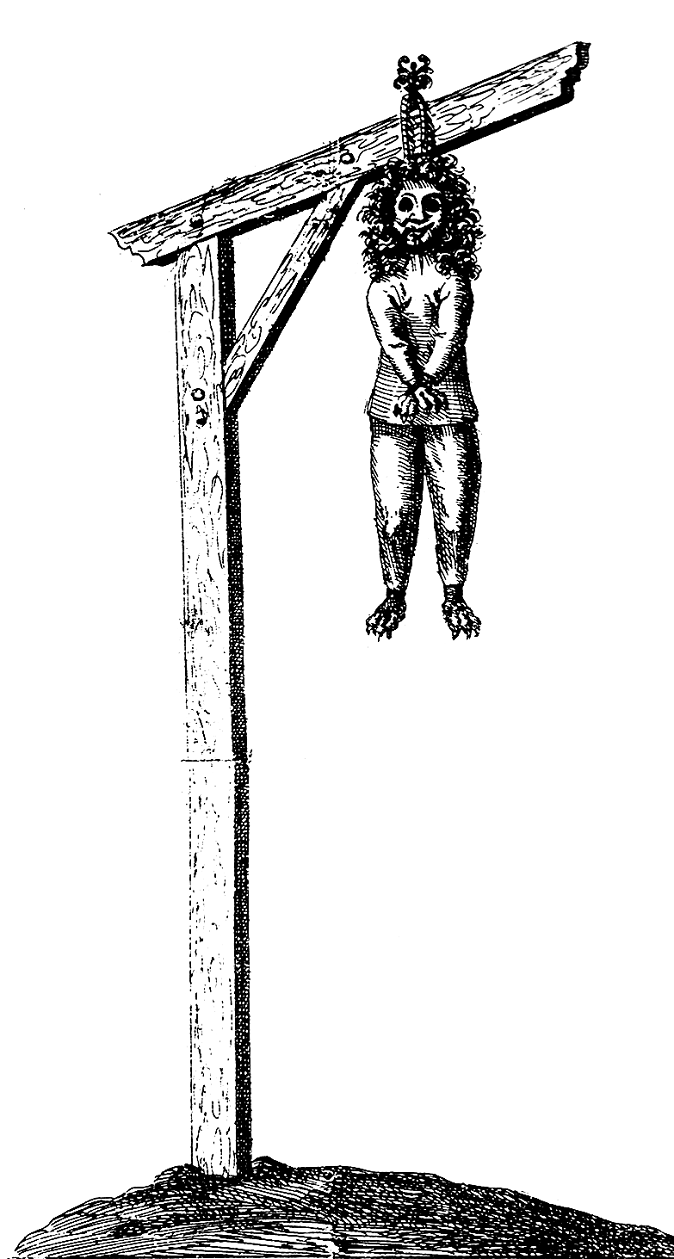
ドイツでの「狼人間」の絞首刑（1685年）

先天的に狼への変身能力を持つ人間（もしくは、人間への変身能力を持つ狼）の種族としての狼男の場合もあるが、大抵は呪いや魔術などによって後天的に狼男となる場合が多いとされる。その場合、狼憑き（おおかみつき）とも呼ばれる。
農作物や食料の保存方法が悪かった時代、ライ麦パンに繁殖した麦角菌（アルカロイドを含有し、四肢の麻痺、思考力の低下、幻覚・興奮等の作用がある）を摂取してしまい、その結果人格が豹変したり、凶暴な行動をとってしまった人や、同じような症状が発症後に起こる狂犬病に罹患した人が狼男扱いされてしまったという説もある。
現在は、動物に変身するという妄想、または自分が動物であるという妄想の起こる精神医学上の症候群を、「狼化妄想症」（人狼症、Clinical lycanthropy, または特に狼と特定しない Therianthropy という呼び方もある）という。
1589年ドイツのベットブルクにおいてシュトゥーペ・ペーターという人物が狼男とされ家族とともに処刑され、その話はヨーロッパに広まった。これについてその数年前にあった新旧キリスト両派間のケルン戦争の影響により避難民や戦後失職した傭兵が大量に現れ、その結果として放浪者への不安感や新派の旧派聖職者に対する反感が高まった可能性を指摘し、異なる宗派が隣接あるいは混在している共同体においてこの種の魔女狩りが頻発していたとの研究がある。1603年にフランスのボルドーでは少年が狼に変身し子どもらを襲って食ったと告発された事件では少年は生涯幽閉を宣告されたが、少年が狼憑きであるのか、そもそも人間が実際に変身するのか、変身とはそういった幻覚幻想に過ぎないのか、幻覚としてもそれはやはり何らかの魔物によって引き起こされたものなのか、妄想だとしても犯行は実際にあったことなのか、裁判官・医師等の判断はまちまちであった。

### 文学、映画上の狼男

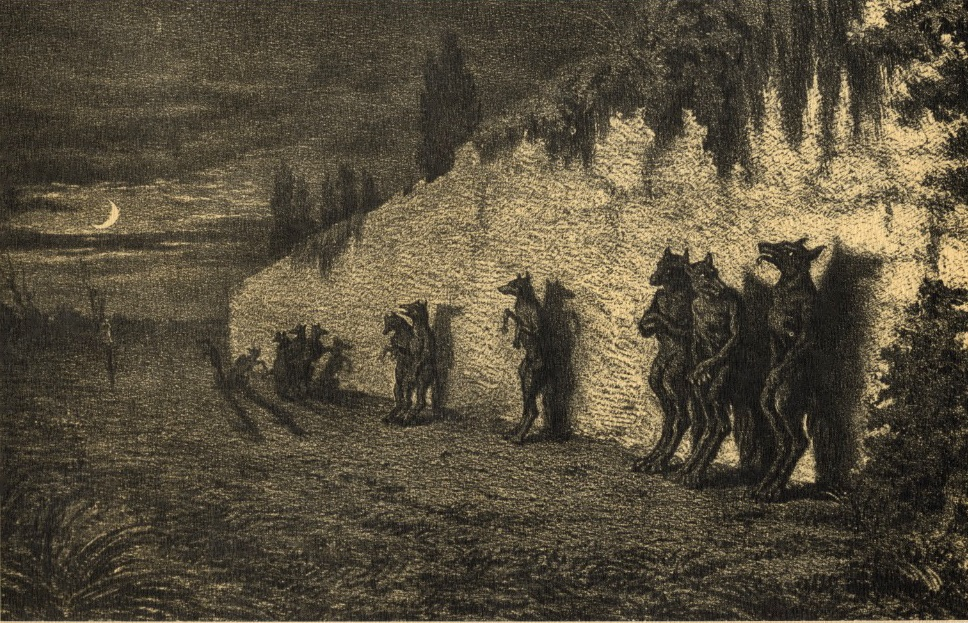
ジョルジュ・サンドによるリトグラフ（1858年、フランス）

文学的には中世ヨーロッパの宮廷文学において題材にしばしば取り上げられた。フランス最古の女流作家と言われているマリー・ド・フランスの作品に『狼男（ビスクラヴレ）』がある。同作品では、狼男のことはブルトン語で「ビスクラヴレット bisclavret 」と呼び、ノルマン語では「ガールワーフ garwaf」と呼ぶ、と説明している。呪いを受けて半分を森の中で狼の姿で生きなければならない騎士が、夫を狼の姿のままにして不義を行おうとする妻の姦計を逃れて人間の姿を取り戻すという話である。
19世紀にイギリスのフレデリック・マリアットが書いた作品集『ファントム・シップ』（The Phantom Ship）にも『ハルツ山の白狼』/『人狼』（The White Wolf of the Hartz Mountains）という物語が採録されており、これが近代狼男文学の祖とされている。その後の古典的作品としては、アメリカ人作家ガイ・エンドアの小説『パリの狼男』（1933年）、イギリス人作家イーデン・フィルポッツの小説『狼男卿の秘密』（1937年）などがある。
無声映画時代にも狼男を扱った映画は存在していたが、人間が消えると代わって本物の狼が画面に出現するなど、質の高いものとは言えなかった。1935年に、世界初の狼男を主題とした本格的な映画『倫敦の人狼』（Werewolf of London）が公開されて特殊メイクによる半人半狼の狼男が登場し、続いてユニバーサル社の狼男映画としては二作品目となる1941年に公開された『狼男の殺人』/『狼男』（The Wolf Man ）は続編ではなく独立した別個の作品であったが、こちらは更に精巧な特殊メイクによる狼男の登場に加えて、『倫敦の人狼』で導入された「狼男に噛まれた者は狼男になる」に「銀で出来たもので殺せる」などの設定が加えられた。
半人半狼の狼男や満月の夜に変身という物語は以前にも存在したが、映画『倫敦の人狼』・『狼男の殺人』以前においては数多くある狼男の話では少数に属し、また銀の弾丸で殺せるという設定は映画『狼男の殺人』での脚本を書いたカート・シオドマクによるオリジナルとされている。（ただし、ガイ・エンドアの小説『パリの狼男』では銀の十字架を鋳つぶして作った銃弾が十字架の霊験として狼男に通用したかのような形で既に書かれている。）この映画が「狼男映画の決定版」とまで評価され、現代における「狼男」伝説の基本イメージを決定づけた。そのため、その後はこの両作品の設定が狼男の一般的な特徴であるという誤った認識のもとで、ハリウッド映画に限らず広く世界的に多くの狼男作品が創作されることになった。
このため、この両作品の公開を狼男の歴史に関するひとつの画期として捉え、この作品以後に登場する狼男を『狼男の殺人』の原題より「ウルフマン」と称し、それ以前の伝説や民間伝承における「ワーウルフ」と区別する考えも存在する。

## ルー・ガルー

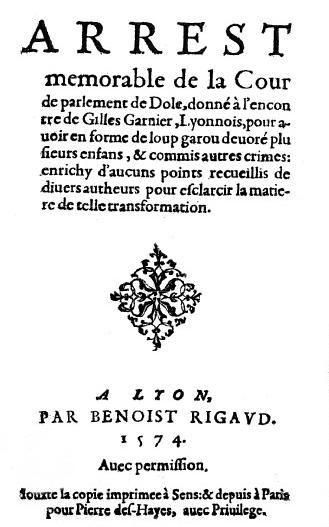
フランスのドールで捕まった「狼人間」ジル・ガルニエは、火炙りとなった（1574年の公文書）

ルー・ガルーは、現代フランスでは人狼全般を指す一般的な言葉である。しかし、歴史的には、あるいは地域によっては、さまざまな意味あいがある。loup-garou以外の綴りのときに派生的な意味あいであることが多いが、はっきりした区別ではない。
ケイジャンおよびその影響を受けたアメリカ南部のニューオーリンズでは、狼（または犬）の頭と人間の体をもつ獣人とされることが多い。
中米ハイチでは、ブードゥー教などアフリカ起源の伝承の影響で、狼に変身するある種の魔女（女性呪術師）を指すようになった。変身の際にはみずからの皮をはいで畳んでおくという。
人間が狼に変身する通常の人狼と違い、狼が、人間による呪術または狼自身の意思によって人間と化したものを指すこともある。姿はただ狼が二足歩行で歩いているだけのものから、すっかり人間と化している者まであり、まちまちである。